# Râul Lucaci
Râul Lucaci este un curs de apă, afluent al râului Martonca.   

## Hărți
- Harta Județul Harghita